# Polityk niezrzeszony
Polityk niezrzeszony – osoba działająca w sferze polityki, zazwyczaj zajmująca stanowisko podlegające wyborowi przez głosujących, niebędąca członkiem żadnej partii lub ruchu politycznego.
W słownictwie politycznym istnieją także określenia polityk niezależny oraz bezpartyjny.
Powody, dla których politycy decydują się nie wstępować do partii politycznych, są różne. Niektórzy głoszą poglądy niezgodne z programami istniejących partii politycznych. Inni politycy niezrzeszeni mogą być powiązani z partią polityczną – czasami jako byli członkowie – lub posiadają poglądy zbliżone do niej, ale decydują się nie kandydować w jej imieniu lub nie są w stanie z powodu wyboru przez ową partię innego kandydata.
Ubiegając się o urząd politycy niezrzeszeni czasami decydują się utworzyć partię lub koalicję z innymi politykami niezrzeszonymi.

## Polska
W Sejmie IX kadencji zasiada 12 posłów niezrzeszonych, natomiast w Senacie X kadencji 2 senatorów.
W wyborach w 1989 roku jedynym politykiem niezrzeszonym, któremu udało się zdobyć mandat, był Henryk Stokłosa, przedsiębiorca z ówczesnego województwa pilskiego i kandydat do Senatu. W Senacie I kadencji był on jedynym senatorem niezależnym, niepopieranym przez NSZZ „Solidarność”. Stokłosa zdołał utrzymać mandat senatora w okręgu pilskim, aż do porażki w wyborach w 2005 roku.
Ze względu na system wyborczy funkcjonujący w Polsce, uzyskanie mandatu do Sejmu jako polityk niezależny jest możliwe tylko poprzez porozumienie z partią polityczną lub komitetem wyborczym. Przykładem polityczki, która uzyskała mandat, mimo że nie była członkinią partii politycznej, jest Agnieszka Dziemanowicz-Bąk, która uzyskała mandat poselski kandydując z listy Sojuszu Lewicy Demokratycznej (obecnie Nowa Lewica) w wyborach parlamentarnych w 2019 roku.
Art. 132. Konstytucji RP zabrania Prezydentowi RP piastowania „żadnego innego urzędu ani pełnienia żadnej funkcji publicznej, z wyjątkiem tych, które są związane ze sprawowanym urzędem.” W związku z tym prezydenci III RP również zwyczajowo (choć nie jest to konieczność) rezygnują z członkostwa w partiach politycznych, do których należeli w momencie wyboru, przed rozpoczęciem pełnienia obowiązków głowy państwa.